# Max Römer (Politiker)
Max Römer (* 28. Juni 1836 in Stuttgart; † 18. August 1881 auf Schloss Moosburg im Thurgau) war ein deutscher Jurist und Reichstagsabgeordneter.

## Leben
Max Römer war ein Sohn des württembergischen Staatsrats Friedrich von Römer. Er studierte von 1854 bis 1858 an der Eberhard Karls Universität Tübingen und der Universität Leipzig Rechtswissenschaft. 1855 wurde er im Corps Suevia Tübingen und im Corps Misnia Leipzig aktiv. 1859 wurde er Lieutenant im Infanterie-Regiment „Kaiser Wilhelm, König von Preußen“ (2. Württembergisches) Nr. 120. Als Attaché war er 1860/61 an der Königlich Württembergischen Gesandtschaft in Paris. Ab 1862 war er am Königlichen Stadtgericht in Stuttgart tätig und seit 1866 Rechtsanwalt.
Von 1878 bis zu seinem Tode vertrat er im Reichstag (Deutsches Kaiserreich) den Wahlkreis Württemberg 10 (Oberamt Gmünd, Oberamt Göppingen, Oberamt Welzheim, Oberamt Schorndorf). Er war Mitglied der Nationalliberalen Partei, die als Deutsche Partei (Württemberg) auftrat. Bis 1881 führte Max Römer auch zeitweilig den Parteivorsitz der Deutschen Partei. Er trat 1881 aus der Reichstagsfraktion der Nationalliberalen Partei aus und schloss sich der Liberalen Gruppe an. Er wurde nur 45 Jahre alt.